# 부여 대조사 목조보살좌상
부여 대조사 목조보살좌상(扶餘 大鳥寺 木造菩薩坐像)은 대한민국 충청남도 부여군에 있는, 조선시대의 불상이다. 2010년 7월 30일 충청남도의 유형문화재 제205호로 지정되었다.

## 개요
원통보전에 봉안되어 있는 보살상은 얼굴이 작고 무릎이 넓어 신체의 비례가 안정감과 균형감이 있으며 상호는 가늘며 반개한 눈, 반듯한 코, 정갈하고 가는 입매, 살짝 올라간 미소를 짓고 있다. 화염문이나 구름문양으로 장식한 화려한 보관을 쓰고 있으며 보계는 가늘고 낮게 뒤로 말려있다. 법의는 배 밑에서 갈라져 들어가는 옷자락으로 장식성이 뛰어나다. 수인은 중품하생인을 결하고 있으며 17세기에 유행하였던 보살상의 특징을 잘 나타내고 있다

## 참고 자료
- 부여 대조사 목조보살좌상 - 국가유산청 국가유산포털